# Krien
Krien ist eine Gemeinde in der Nähe von Anklam südlich der Peene. Sie wird seit dem 1. Januar 2005 vom Amt Anklam-Land mit Sitz in Spantekow verwaltet. Bis zum 31. Dezember 2004 war die Gemeinde Amtssitz des Amtes Krien.

## Geografie und Verkehr
Krien liegt an der Bundesstraße 199. Die Bundesautobahn 20 ist über den Anschluss Jarmen (etwa elf Kilometer) bzw. den Anschluss Anklam (rund 16 km) erreichbar. Die Stadt Anklam liegt etwa 20 km östlich und Jarmen etwa zwölf Kilometer nordwestlich der Gemeinde.

### Ortsteile
| - Albinshof - Krien - Krien-Horst | - Neu-Krien - Stammersfelde - Wegezin |

## Geschichte

### Albinshof

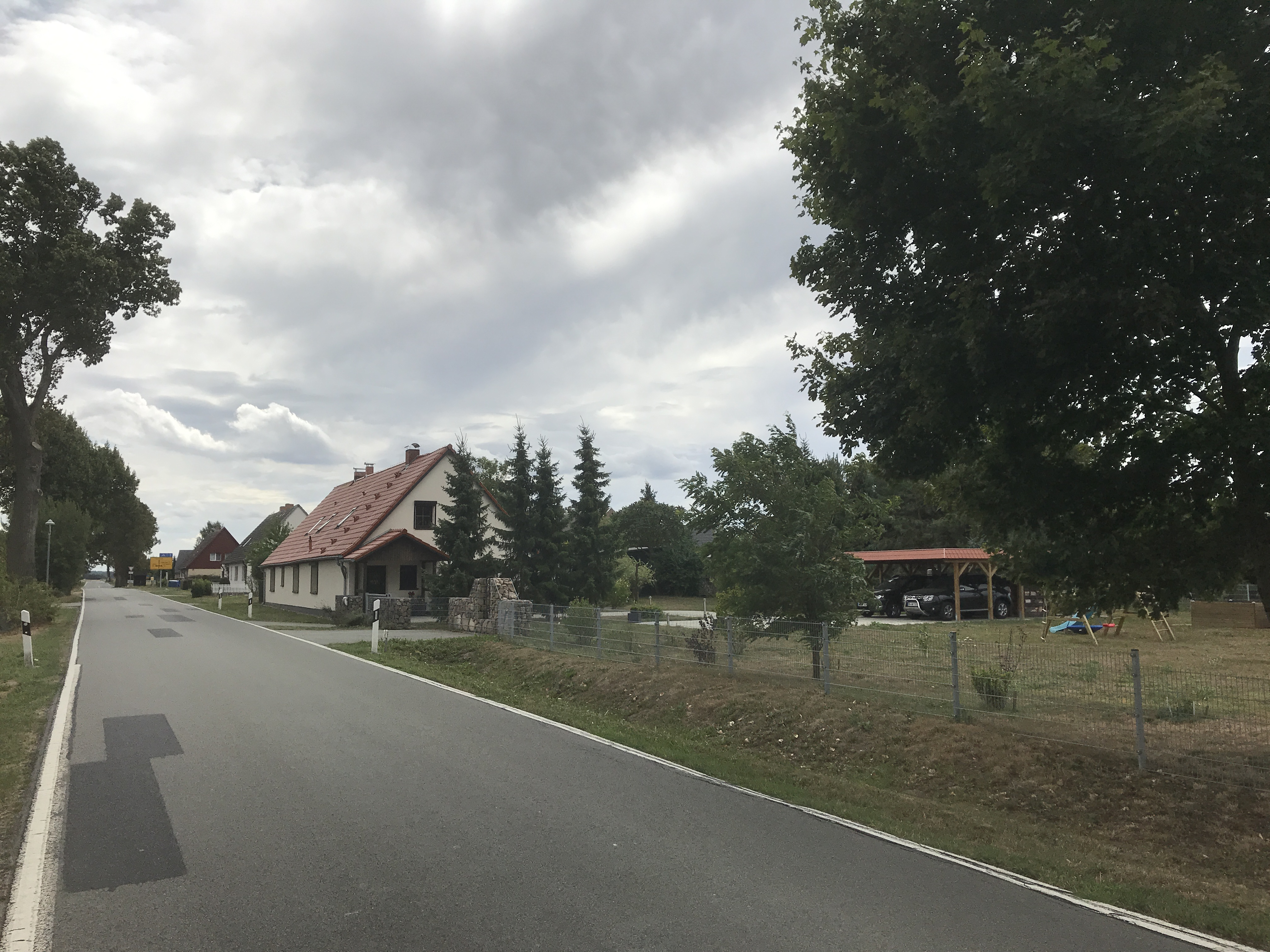
Dorfstraße in Albinshof

Albinshof wurde urkundlich erstmals 1861 als Albinus Hof genannt. Es wurde als Vorwerk zu Wegezin angelegt. Der Name stammt vom Besitzer Regierungsrat Albinus.
Der Ort hatte 1865 2 Wohn- und 5 Wirtschaftsgebäude; es wohnten dort ein Pächter mit Familie und Gesinde sowie vier Tagelöhnerfamilien. Insgesamt hatte der Ort 40 Einwohner.
Laut „Niekammers Güteradressbuch“ aus dem Jahre 1939 gehörte das Gut Albinshof damals Richard Brandes. Die Flächengröße betrug 1282 ha.

### Krien
Krien wurde 1253 als Krina urkundlich erwähnt. Das bedeutet als slawische Gründung „Brunnen, Quelle“. 1450 wurde es „Krüne“ und 1533 „Kryne“ genannt. Erst 1756 kommt der aktuelle Name in Gebrauch. Im 13. Jahrhundert war ein Teil des Dorfes zur Klosterstiftung des Stolper Klosters gehörig. Es hatte zu der Zeit 10 Ganz- und 6 Halbbauern. Nach der Säkularisation wurde der Klosterbesitz in eine herzogliche Domäne zum Domänenamt Stolpe gewandelt. Der zweite Dorfteil gehörte seit dem 15. Jahrhundert zum Lehnbesitz der Schwerine auf Spantekow. Dazu gehörten 6 Bauernhöfe und 1 Mühle sowie einige Büdner. Hierzu gab es 1769 einen Tausch: Der Lehnanteil Krien kam auch zum Domänenamt Stolpe, dafür wurden die Schwerine auf Spantekow mit anderen Besitzungen, z. B. Dennin, entschädigt.
Die Domäne Krien bestand 1865 aus 15 größeren und 54 kleineren Bauernwirtschaften. Diese waren als Erbpacht gestaltet.
Der Wohnplatz Krien war einer der größten im Kreis. Er hatte: 1 Kirche, 3 Kirchenhäuser, darunter das Küsterhaus als Schulhaus; 106 Wohn- und 92 Wirtschaftsgebäude; 1 Wind-, 1 Roß- und 2 Ölmühlen sowie 2  Schmieden. Im Ort lebten 1.021 Einwohner in 221 Familien.

### Krien-Horst
Der Ort wurde gleichzeitig wie Neu-Krien 1767 als Domänenvorwerk angelegt. Es war eine größere Wirtschaft im Gegensatz zu den Bauernwirtschaften in Krien. Deshalb hieß der Ort lange „Krien-Gut“.
1865 hatte der Ort 4 Wohn- und 9 Wirtschaftsgebäude sowie 1 Windmühle. Es lebten dort 96 Einwohner in 17 Familien. Der Pächter war zu dieser Zeit Röhl.
Erst 1957 wurde der Ort als „Krien-Horst“ genannt. Der Name wurde wohl gewählt, weil zwischen Dorf Krien und dieser Ansiedlung sowie nördlich des Ortes einige Waldflächen lagen (Horst = Wald).

### Neu-Krien
Dieser Ort wurde 1767 mit 10 eingewanderten Familien, die als Kossäten angesiedelt wurden, als Kolonie gegründet. Diese Kleinbauern hatte nur 3–4 Morgen Land als Nutzfläche. 1779 wurde der Ort als „Neucrien“ und 1932 als „Neu Krien“ erwähnt. Namensdeutung siehe → Krien.
1865 hatte der Ort 4 Wohnhäuser mit 82 Einwohnern.

### Stammersfelde
Stammersfelde wurde im Ortsverzeichnis erst 1906 genannt. Bereits 1835 ist im Preußischen Urmeßtischblatt ein einzelnes Gehöft verzeichnet, 1880 im MTB (Messtischblatt) ist schon ein Dorf mit dem Namen verzeichnet. Es hat einen großen Hof, der aber nicht als Gut oder Vorwerk gekennzeichnet ist. Trotzdem hat Stammersfelde die Form als Gutsdorf mit dem separaten Gut und der Landarbeiterkatenzeile, die noch heute deutlich sichtbar und erhalten ist. Der Hof ist heute weitgehend beseitigt, nur einzelne Gebäude sind noch vorhanden.

### Wegezin
Wegezin wurde 1237 erstmals als Wugusin urkundlich genannt. Es wird als Ableitung eines slawischen Personennamens gedeutet.
1241 wurde das Dorf unter dem Namen Wigusin mit Genehmigung von Barnim I. an das Kloster Stolpe verkauft (? – in der Regel wurde es geschenkt).
1267 wurde der Ort urkundlich als „Wugusin“ zum Kloster Stolpe gehörig genannt (lt. Berghaus).
1865 wurde der Ort in zwei Teilen ausgewiesen:

Das Dorf Wegezin, dort waren 10 größere und 18 kleinere Bauernwirtschaften sowie 14 Einlieger etabliert. Dieser Dorfteil hatte 27 Wohn- und 30 Wirtschaftsgebäude, 2 Windmühlen, 1 Ölmühle, 1 Schmiede und 1 Krug. Auch eine Postexpedition war vorhanden. Die Kirche war ein Filial zu Krien.
Das Gut Wegezin, ursprünglich bis 1833 ein Dominal (Kameralgut) – bis zur Säkularisation dem Kloster Stolpe gehörig – wurde 1833 mit königlicher Genehmigung an die Witwe des Regierungsrates Albinus verkauft. Von diesem erhielt auch das später gegründete Vorwerk „Albinshof“ seinen Namen. Der Gutsteil hatte 4 Wohn- und 7 Wirtschaftsgebäude. Es wohnten dort 1 Besitzerin, 1 Verwalter und 5 Tagelöhner sowie deren Familien. Insgesamt wohnten im Gutsteil 51 Personen.

Auf Gut Wegezin kam im Jahr 1869 Marie Schnür zur Welt, die spätere Ehefrau des Malers Franz Marc. Ihr Vater Ernst Friedrich Schnür hatte die Tochter des Rittergutsbesitzers zu Wolckow und Lückow Sophie Caroline Friederike Pogge geheiratet und bewirtschaftete mit ihr zusammen damals das Gut Wegezin.
Im gesamten Dorf lebten 1865 - 315 Einwohner.
1925 wurden im Rahmen einer Volkszählung in Deutschland 292 Einwohner gezählt.
Am 1. Januar 1951 wurde die bisher eigenständige Gemeinde Dennin eingegliedert.
Von der Form her ist Wegezin ein Angerdorf. Das Gut besteht nur noch aus dem Gutshaus, die Wirtschaftsgebäude sind nicht mehr vorhanden. Auch der Gutspark ist verschwunden.

## Politik

### Gemeindevertretung und Bürgermeister
Der Gemeinderat besteht (inkl. Bürgermeister) aus 8 Mitgliedern. Die Wahl zum Gemeinderat am 26. Mai 2019 hatte folgende Ergebnisse:
| Partei/Bewerber      | Prozent | Sitze |
| -------------------- | ------- | ----- |
| CDU                  | 55,32   | 5     |
| Einzelbewerber Prust | 17,62   | 1     |
| NPD                  | 8,81    | 1     |
| SPD                  | 8,49    | 1     |

Bürgermeister der Gemeinde ist Mike Stegemann (CDU), er wurde mit 65,85 % der Stimmen gewählt.

### Wappen, Flagge, Dienstsiegel
Die Gemeinde verfügt über kein amtlich genehmigtes Hoheitszeichen, weder Wappen noch Flagge. Als Dienstsiegel wird das kleine Landessiegel mit dem Wappenbild des Landesteils Vorpommern geführt. Es zeigt einen aufgerichteten Greifen mit aufgeworfenem Schweif und der Umschrift „GEMEINDE KRIEN * LANDKREIS VORPOMMERN-GREIFSWALD“.

## Kultur und Sehenswürdigkeiten
→ Siehe: Liste der Baudenkmale in Krien

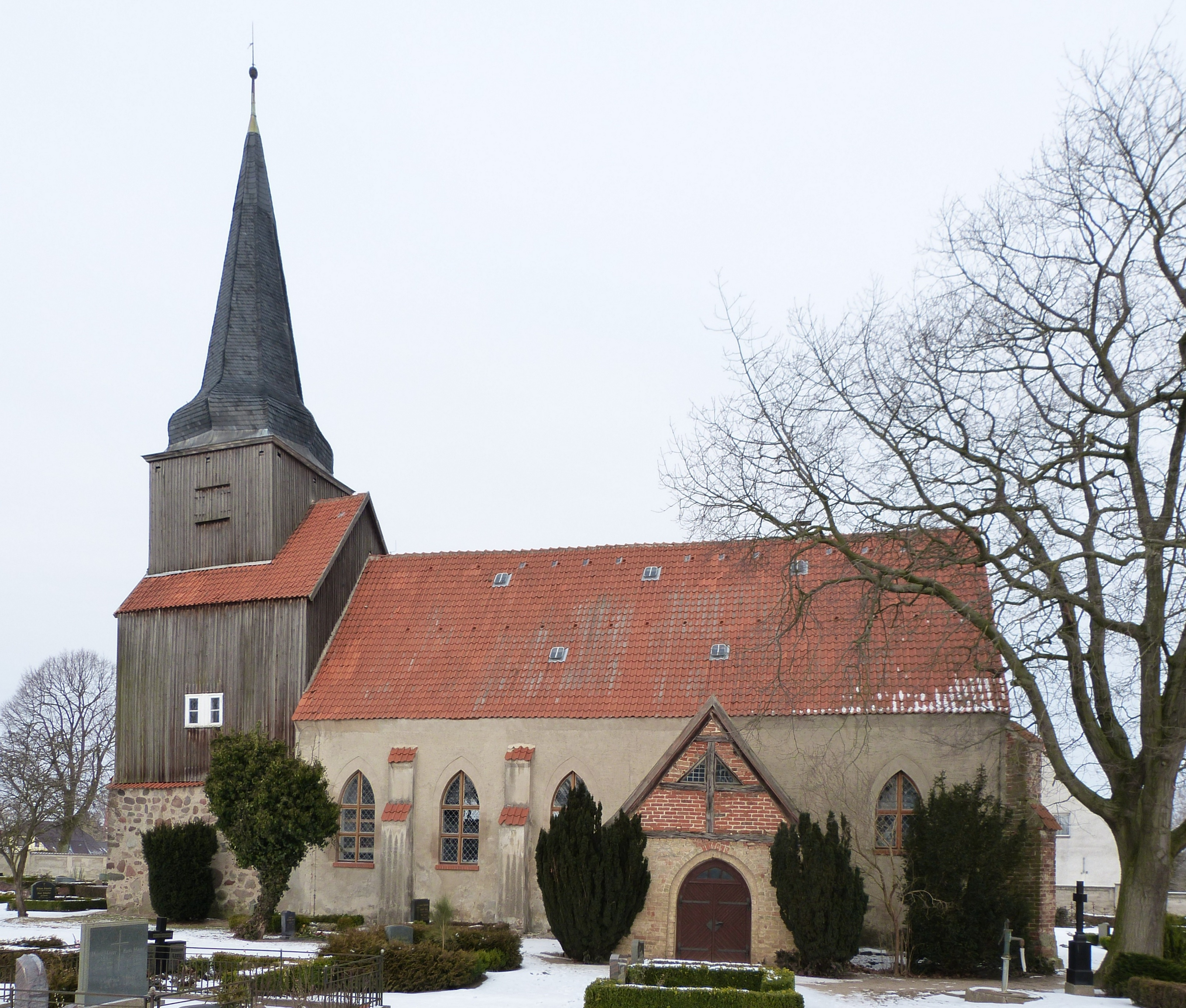
Kirche in Krien

- Die Kirche Krien stammt aus dem 14. Jahrhundert. 1936 wurde dort ein behauener Stein gefunden, der seit 1966 als Taufstein genutzt wird. In der wissenschaftlichen Literatur wird die Ansicht vertreten, dass es sich bei dem Stein um einen heidnischen Kultstein gehandelt haben dürfte, der zunächst um 1200 mit christlichen Symbolen versehen, dann aber um 1300 wegen seiner doch lebendig gebliebenen heidnischen Bedeutung vergraben wurde.[8]
- Mehrere bronzezeitliche Schälchensteine (Kultsteine)
- Burgwall „Villa Camp“ Krien (Fpl. 6), Bodendenkmal aus der älteren Slawenzeit
- Gutsanlagen Krien-Horst und Albinshof
- Feldsteinkirche Wegezin

## Persönlichkeiten
- Karl Gustav von Keffenbrink (1791–1809), preußischer Leutnant, gehörte zu den 11 Schill’schen Offizieren, die in Wesel erschossen wurden
- Hermann Ahlwardt (1846–1914), Reichstagsabgeordneter und antisemitischer Agitator
- Marie Schnür (1869–1934), deutsche Malerin, Illustratorin und Silhouettenkünstlerin